# Saikai, Nagasaki
Saikai (西海市 Saikai-shi) là một thành phố thuộc tỉnh Nagasaki, Nhật Bản. Thành phố được thành lập ngày 01 tháng 4 năm 2005 sau khi sáp nhập 5 thị trấn ở phía bắc bán đảo Nishisonogi gồm thị trấn Saikai cũ, Ōseto, Ōshima, Sakito và Seihi, tất cả đều thuộc huyện Nishisonogi.